# Syntext Serna
Syntext Serna — визуальный (WYSIWYG) редактор XML от компании Syntext, Inc. XML редактор Syntext Serna работает на операционных системах Windows, Linux, Mac OS X и Sun Solaris/SPARC.

## Функциональность
XML редактор Syntext Serna поддерживает DITA, DocBook, XHTML, TEI (Text Encoding Initiative), NITF (News Industry Text Format) и другие популярные форматы XML документов. Также есть возможность поддержки S1000D.
Syntext Serna полностью поддерживает XML каталоги (OASIS Committee Specification 06 Aug 2001).

### Создание структурированного контента
Вставка элементов упрощается за счет контекстно-зависимых списков разрешённых элементов и атрибутов с возможными значениями атрибутов, а также за счет контекстной справки об элементах и атрибутах. Однозначно требуемые элементы вставляются автоматически.
Все операции, включая перетаскивание (drag&drop), проверяются на лету с помощью XML Schema. При открытии документа Syntext Serna также проверяет его с помощью указанного DTD.
Поддерживается работа с таблицами XML для моделей таблиц CALS, XSL-FO и HTML.
Syntext Serna поддерживает работу с большими документами, продвинутую навигацию по документу, поиск и замену по тексту, атрибутам и их значениям, комментариям и элементам.

### Встроенная поддержка DITA
Syntext Serna поставляется со встроенной поддержкой документов DITA 1.0 и DITA 1.1, а также поддерживает специализации DITA.
Для удобства и упрощения вставки наиболее распространенных конструкций в DITA, таких как conref, xref, related links, topicref и т. д., существует ряд специальных диалогов.
Ссылки в картах DITA и в топиках показывают заголовки, извлеченные из ссылаемых документов. Пользователь может быстро переходить по ссылкам.
Существует возможность отображать карты DITA в виде содержимого всех ссылаемых топиков.
Ссылка на содержимое (conref) отображает контент, на который она указывает, внешне не отличимо от остального контента. Либо ссылка на содержимое показывает путь к элементу, на который ссылается.
Контент локальной ссылки на содержимое может быть отредактирован на месте самой ссылки.
Публикация документов DITA в форматы HTML и PDF осуществляется с помощью встроенного DITA Open Toolkit 1.4. Печать в PDF осуществляется с помощью встроенного процессора FOP либо с помощью Antenna House XSL Formatter.

### Гибкое отображение документа
Внешний вид документа в окне редактирования динамичный и гибкий. Он контролируется с помощью стилей XSLT/XSL-FO. Пользователь может переключать различные профилированные виды для документа. Например, карта DITA может отображаться как иерархия ссылок на топики либо показывать содержимое этих топиков.
Содержимое документа может быть разбито на несколько пронумерованных страниц либо показано на одной странице. Разбивка на страницы удобна при работе с объемными документами, такими как Docbook. Обычный вид документа без разбивки на страницы удобен, когда пользователь хочет избежать разрывов в контенте, например, при работе с таблицами.

### Повторное использование контента
Syntext Serna поддерживает различные механизмы для повторного использования контента, включая entity, XInclude и DITA conref.
Поддерживаются самые основные функции XInclude. Можно включить XInclude файл как текстовый или как XML документ или включить только часть XML документа.
Все повторно-используемые компоненты (entity/XInclude) можно редактировать в основном документе «на месте». Все вхождения отредактированного компонента (entity/XInclude) в документе обновляются мгновенно.

### Совместная разработка
Syntext Serna предлагает возможности для совместной разработки документов.
Поддерживается цикл работ по редакционной правке XML документов с возможностью вставки комментариев. Технические писатели, рецензенты и редакторы могут легко перемещаться по правкам и одобрять или отклонять изменения.
Функциональность WebDAV позволяет пользователям редактировать и сохранять документы, расположенные на WebDAV серверах. Безопасность соединения осуществляется за счет протокола SSL.
Syntext Serna полностью поддерживает Unicode и предлагает многоязыковую проверку орфографии.
Пользовательский интерфейс локализован на ряд языков (английский, китайский, голландский, французский, немецкий, игбо, итальянский, норвежский, русский, шведский).

### Публикация
Syntext Serna предлагает различные способы для преобразования документов XML в различные форматы, включая встроенную публикацию в формат HTML и печать в формат PDF с помощью FOP, XEP или Antenna House XSL Formatter.
Документ можно распечатать как черновик прямо из Syntext Serna в том виде, как он представлен на экране. Также возможна печать в PostScript и PDF.

### Кастомизация и интеграция
Существует возможность полной настройки и интеграции Syntext Serna.
Настроенный пользовательский интерфейс можно сохранить для определенного типа документов (например, для Docbook или DITA). При открытии документа ассоциированный вид интерфейса подключается автоматически.
Можно создать пакет конфигурации с определенными параметрами и настройками (например, с XML каталогами, таблицами стилей, схемами) и распространить его в среди всех технических писателей в пределах компании.
XML редактор Syntext Serna интегрирован с X-Hive Docato, RSuite, Vasont, eXist, Bluestream и со многими другими системами управления контентом, основанными на WebDAV.
Syntext Serna имеет открытый программный интерфейс (API) на языках C++ и Python.

### Поддержка открытых стандартов
Syntext Serna поддерживает следующие открытые стандарты:
- DITA
- DocBook
- XPath
- XInclude
- MathML
- Таблицы CALS
- XML Schema
- DTD
- Namespace
- Unicode
- Python
- XSL: XSLT и XSL-FO
- OASIS XML каталоги

## Лицензирование
XML редактор Syntext Serna доступен в двух изданиях: Serna Enterprise и Serna Free Open Source. Serna Enterprise — лицензированный коммерческий программный продукт с возможностью бесплатного ознакомления с пробной версией в течение 30 дней. Serna Free Open Source — бесплатный редактор XML с открытым кодом. После ликвидации компании-разработчика редактор стал лицензироваться по лицензии GPL-3.0.